# Paróquia de Santo António (Macau)
A Paróquia de Santo António é uma paróquia da Diocese de Macau. A sua igreja matriz, localizada na Freguesia de Santo António, é a Igreja de Santo António, uma das igrejas católicas mais antigas de Macau.